# Hjorttjärnen, Dalarna
Hjorttjärnen är en sjö i Falu kommun i Dalarna och ingår i Dalälvens huvudavrinningsområde.